# Fabrikantenvilla Bernhard Krause
Die Fabrikantenvilla Bernhard Krause liegt im Ursprungsstadtteil der sächsischen Stadt Radebeul, in der Gartenstraße 24, unmittelbar rechts des zum Wohngebäude umgebauten ehemaligen Fabrikgebäudes der Firma Madaus.

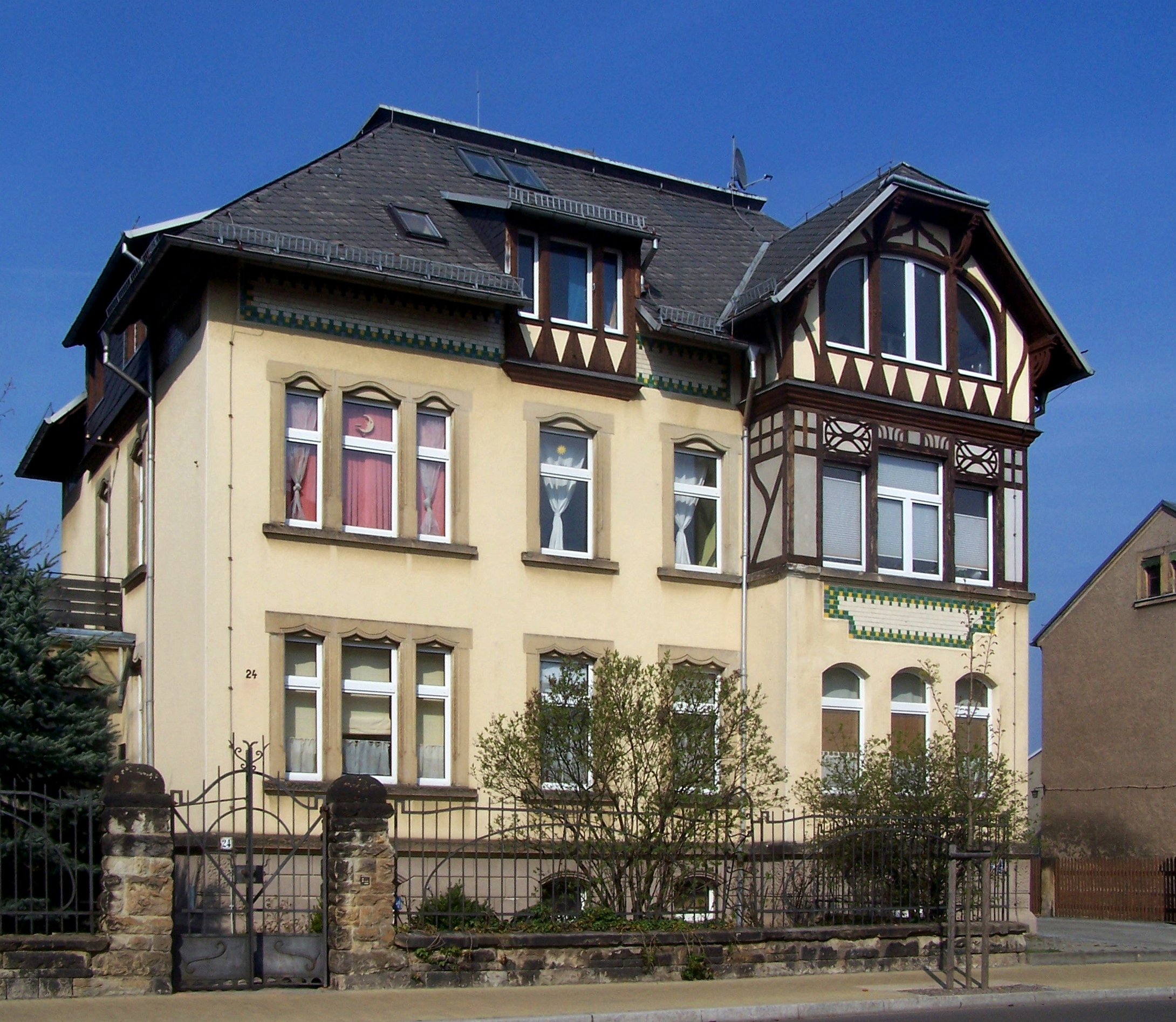
Fabrikantenvilla Bernhard Krause

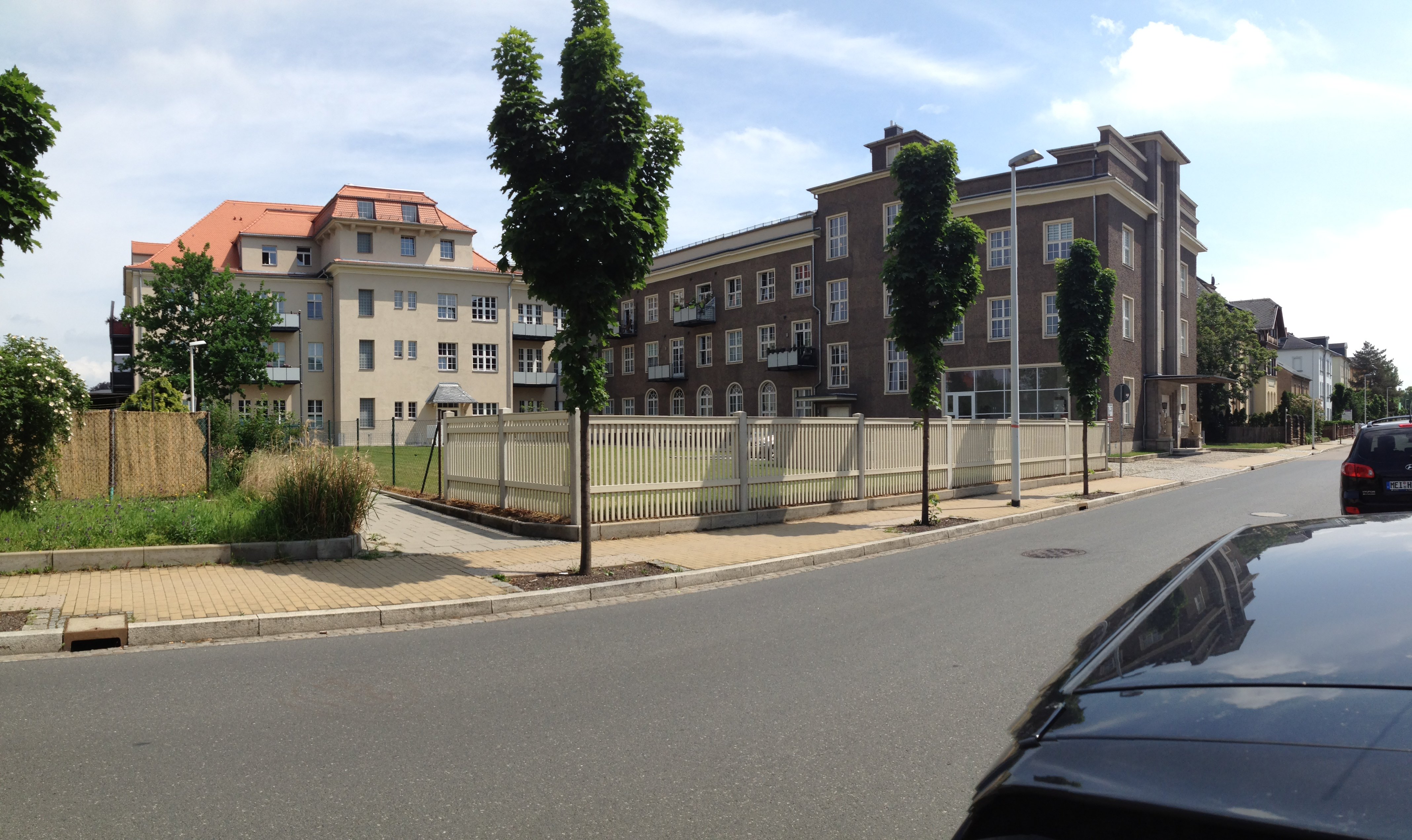
Rechts hinter dem dunklen Madaus-Bau steht die Fabrikantenvilla mit dem markanten Krüppelwalm.

## Beschreibung
Die mitsamt Einfriedung und Pforte unter Denkmalschutz stehende Fabrikantenvilla ist ein freistehendes, zweigeschossiges Wohngebäude auf einem Sockelgeschoss aus Bruchstein-Mauerwerk und mit einem weit überkragenden, abgeplatteten Walmdach mit Schieferdeckung. Das Dachgeschoss ist teilweise ausgebaut.
Die Putzfassade ist von „unregelmäßig-malerischer Ausbildung“. In der Hauptansicht steht rechts ein Seitenrisalit mit Zierfachwerk und Schmuckfeld mit glasierten Ziegeln, der Krüppelwalm darüber wird von „eigenwillig geformten“ Holzkonsolen gestützt.
Die von Sandstein eingefassten Fenster sind von unterschiedlichen Formen; entsprechend sind auch die Gewände unterschiedlich ausgebildet.
Der Bau verarbeitet Motive der Spätgotik, des Heimatstils und des Jugendstils.
Die eiserne Einfriedung besteht aus Lanzettzaunfeldern, das eiserne Tor sitzt zwischen bossierten Sandstein-Torpfeiler.

## Geschichte
Der Fabrikant Bernhard Krause beantragte im Februar 1904, ein von dem Architekten Carl Käfer entworfenes Wohnhaus sowie dahinter Fabrikgebäude für seine Fabrik photographischer Kartons Bernhard Krause und einen eigenen Brunnen bauen zu dürfen.
Die Baurevision erfolgte am 3. März 1905.
Heutzutage steht statt der Fabrikgebäude ein Wohnblock mit zwei Eingängen an der Grundstücksrückseite zur Eisenbahnstrecke.